# Wahied Wahdat-Hagh
Wahied Wahdat-Hagh (* 1957 in Ludwigsburg) ist ein deutsch-iranischer Politologe und Soziologe. 

## Leben
Wahdat-Hagh lebte in den 60er Jahren in Teheran, kam 1971 nach Köln und machte dort Abitur. Er studierte an der Freien Universität Berlin. Er ist Diplom-Soziologe und Diplom-Politologe. 2003 promovierte er zum Thema Die islamische Republik Iran. Die Herrschaft des politischen Islam als eine Spielart des Totalitarismus. Von 2001 bis 2003 war er Präsident der Internationalen Liga für Menschenrechte. Er hat in den Jahren zwischen 2002 und 2004 bei dem Übersetzungs- und Analysedienst MEMRI in Berlin gearbeitet. Von 2006 bis 2013 war er Senior Research Fellow bei der European Foundation for Democracy (EFD), von 2009 bis 2013 gehörte er dem ersten Unabhängigen Expertenkreis Antisemitismus für den Antisemitismusbericht des Deutschen Bundestages an.
Er war Lehrbeauftragter an der Alice-Salomon-Fachhochschule, an der Fachhochschule für Verwaltung und Rechtspflege Berlin sowie an der Freien Universität Berlin und  arbeitet als lizenzierter Übersetzer und beeidigter Dolmetscher für die persische Sprache.

## Veröffentlichungen
- Limits of religious freedom in Iran: persecution of Bahai; in Orient II/2014.
- Scheitern des Chomeinismus, Bundeszentrale für politische Bildung
- Christenverfolgung im Iran, in: Ursula Spuler-Stegemann (Hg.): Feindbild Christentum im Islam (Herder Spektrum), 7. April 2009
- Religionsfreiheit im Iran am Beispiel der Christen und Baha'i. In: Iran-Reader 2012, Konrad-Adenauer-Stiftung, S. 79–98 (PDF).
- Wahied, Wahdat-Hagh in: IP-Die Zeitschrift der DGAP
- Islamistische Herrschaft als eine Form des Totalitarismus. Die Symbiose von Religion und politischer Diktatur im Iran (online). In: vorgänge, Nr. 173 (Heft 1/2006).
- Tahqiq (Peter Weiss, Die Ermittlung, Übersetzung von Wahied Wahdat-Hagh)